# Kommando Spezialkräfte
Kommando Spezialkräfte (slovensko Komandoške specialne sile; KSK) je visokomobilna nemška specialna enota, ki deluje v okviru kopenske vojske Bundeswehra.

## Zgodovina
Enota je bila ustanovljena 1. aprila 1996 in je trenutno nastanjena v mestu Calw iz pripadnikov 25. padalske brigade, treh čet padalskih komandosov in dveh čet daljinskih izvidnikov. Enota naj bi štela okoli 1.000 pripadnikov in je bila sprva sestavni del 4. divizije za hitro posredovanje, trenutno pa je del Divizije za specialne operacije.

## Naloge KSK
- reševanje talcev,
- zbiranje ključnih informacij na kriznih žariščih,
- pridobivanje informacij in izvidovanje nasprotnikovih položajev,
- uničevanje nasprotnikovih poveljništev in drugih pomembnih objektov,
- bojno delovanje v sovražnikovem zaledju,...

## Organizacija KSK
- Poveljniško-komunikacijska četa
poveljniški vod
3x vod za zveze
- četa za zveze
- 4x četa komandosov
poveljniški vod
4x vod komandosov
4x skupina komandosov (poveljnik in 3 člani)
- četa daljinskih izvidnikov
vod daljinskih izvidnikov
8x skupina daljinskih izvidnikov (poveljnik in 3 člani)
vod daljinskih izvidnikov
12x skupina daljinskih izvidnikov (poveljnik in 3 člani)
- enota za podporo
- učni vod

## Oborožitev in oprema

### Oborožitev
- jurišne puške Heckler & Koch G36
- brzostrelke Heckler & Koch MP5
- polavtomatske pištole Heckler & Koch P8
- podvodne pištole P11
- puškomitraljeze HK21 kal. 7,62 mm
- puškomitraljeze HK23 kal. 5,56 mm
- ostrostrelske puške G22
- mitraljeze MG3 7,62 mm
- lahke protioklepne minomete Panzerfaust-3

### Oprema
KSK uporablja črne negorljive bojne uniforme, neprebojne vizirje na čeladah in zaščitne jopiče/ščite in drugo "standardno" opremo specialnih sil.
Na voljo so jim tudi vsa sredstva nemških oboroženih sil, kot so helikopterji UH-1D in CH-53.

## Delovanje
KSK sodeluje tudi z:
- nemško protiteroristično policijsko specialno enoto GSG 9
- britansko SAS in SBS,
- ameriško Delta Force,...

Med prvimi operacijami v tujini je bila rešitev 104 nemških turistov iz Tirane marca 1997.